# Cenocoeliinae
Cenocoeliinae zijn een onderfamilie van vliesvleugeligen uit de familie schildwespen (Braconidae).

## Geslachten
- Capitonius
- Cenocoelius
- Evaniomorpha
- Lestricus
- Nuessleinia Kittel, 2016[1]
  - = Aulacodes Cresson, 1865
- Rattana
- Ussurohelcon